# Handelsgleichgewicht
Unter dem Handelsgleichgewicht versteht man ein zwischenstaatliches Tauschgleichgewicht. Es besteht, wenn Import und Export einer Volkswirtschaft wertgleich sind. Das Handelsgleichgewicht führt in der Volkswirtschaftlichen Gesamtrechnung zur Ausgeglichenheit der Handelsbilanz, die dann weder im Soll noch im Haben einen Saldo aufweist.
Solange das Handelsgleichgewicht besteht, kann man sich den gesamten Außenhandel einer Volkswirtschaft als Naturaltausch aller exportierten Güter gegen alle importierten Güter vorstellen. Der Im- und Export verursacht zwar den Warenströmen entgegenlaufende Geldströme. Da aber Import und Export wertgleich sind, entsteht per Saldo weder ein Geldzufluss in die betrachtete Volkswirtschaft, noch ein Geldabfluss aus der betrachteten Volkswirtschaft.

## Standardmodell einer handeltreibenden Volkswirtschaft
Das Standardmodell, das dazu dient, reale Probleme zu analysieren, ist eine Zusammenführung des Ricardo-Modells und des Heckscher-Ohlin-Modells. Diese Kombination der beiden einzelnen Modelle liegt darin begründet, dass sie jeweils bestimmte Teile der Realität ausblenden und von unterschiedlichen Annahmen über die Produktionsmöglichkeiten ausgehen.

### Maßgebliche Theorien

#### Ricardo-Modell
Das Ricardo-Modell behandelt den komparativen Vorteil, lässt aber keine Aussagen über die Einkommensverteilung zu. Die Produktionsmöglichkeiten werden durch die Zuweisung der Arbeit auf die verschiedenen Bereiche bestimmt.

#### Heckscher-Ohlin-Modell
Im Heckscher-Ohlin-Modell betrachtet man die Auswirkung des Handels auf die Einkommensverteilung. Dieser Effekt erfolgt durch verschiedene Produktionsfaktoren, die Ressourcenunterschiede hervorrufen und somit die Handelsstruktur beeinflussen.

#### Gemeinsamkeiten der beiden Modelle
Zwar weisen beide Theorien Unterschiede auf, besitzen aber gemeinsame Merkmale, die man als Kennzeichen für das Standardmodell einer handeltreibenden Weltwirtschaft interpretieren kann. Daher können beide Theorien als Spezialfälle des Standardmodells verstanden werden.
Die Gemeinsamkeiten beider Modelle und somit die Merkmale des Standardmodells liegen zum einen darin, dass die Produktionskapazität einer Volkswirtschaft durch Transformationskurven dargestellt werden kann und die Unterschiede in deren Verlauf ursächlich für den Handel sind. Zum anderen bestimmen die Produktionsmöglichkeiten die relative Angebotsstruktur eines Landes. Eine letzte Gemeinsamkeit der beiden Theorien besteht darin, dass das Welthandelsgleichgewicht, das zwischen den nationalen relativen Angebotskurven liegt, von der relativen Weltnachfrage und dem relativen Weltangebot bestimmt ist.

## Eigenschaften des Handelsgleichgewichts
Zu den Eigenschaften des Handelsgleichgewichts gehören verschiedene Spezialisierungsmuster, Handelsbeschränkungen und Wohlfahrtseffekte.

### Spezialisierungsmuster
Die Eigenschaften des Handelsgleichgewichts beziehen sich auf verschiedene Spezialisierungsmuster, welche die wichtigsten Schwerpunkte des Modells darstellen. Laut Paul R. Krugman und Maurice Obstfeld bezieht sich das Handelsgleichgewicht auf die:
- Beziehung zwischen Transformationskurve und Angebotskurve,
- Beziehung zwischen relativen Preisen und relativen Nachfrage,
- Bestimmung des Weltgleichgewichts durch das relative Weltangebot und die relative Weltnachfrage
- Auswirkung der Terms of Trade auf die Wohlfahrt eines Landes.[2]

### Gleichstellung von Exporten und Importen
Ein weiteres Spezialisierungsmuster dieses Modells ist das Übereinstimmen von Exporten und Importen, das von den Preisverhältnissen abhängt. Als Folge muss ein Gut, das im Inland produziert wird, exakt dem Import des Auslandes entsprechen. Umgekehrt muss der Import des anderen Gutes dem Export des Auslandes gleichen.
Komparativer Kostenvorteil
Auch das auf David Ricardo zurückgehende Modell des komparativen Kostenvorteils als Teil des Ricardo-Modells stellt ein Spezialisierungsmuster im Sinn der Eigenschaften des Handelsgleichgewichts dar. Der komparative Kostenvorteil hat hier den Charakter einer vollständigen Spezialisierung, so dass bei zwei Ländern im Modell jedes Land exakt ein Gut produziert und exportiert.

### Handelshemmnisse
Die zweite Eigenschaft ist der Effekt von Handelshemmnissen. Handelshemmnisse wie Import-Zölle oder Export-Subventionen werden üblicherweise nicht eingeführt um, die Terms of Trade eines Landes zu verändern. Vielmehr unterstützen diese staatlichen Eingriffe die Einkommensverteilung, dienen der Förderung von wichtigen Industriezweigen und wirken sich tatsächlich auf den Handel aus.
Die Charakteristika von beiden zeichnen sich insoweit aus, als sie einen Preisunterschied bewirken.

#### Zölle
Zölle sind Abgaben, die bei der Einfuhr von Waren (Einfuhrzoll) oder bei der Ausfuhr von Waren (Ausfuhrzoll) erhoben werden. Bei Erhebung eines Einfuhrzolls steigt der Preis im Inland im Gegensatz zum Ausland. Der direkte Effekt eines Einfuhrzolls besteht darin, dass er die importierten Güter im Inland teurer als im Ausland macht. Er fördert damit die Produktion im Inland.

#### Exportsubventionen
Daneben sind Exportsubventionen Zahlung an inländische Produzenten, die ihr Gut im Ausland verkaufen, ohne dass von den Unternehmen eine Gegenleistung gefordert wird.
Diese Form der Handelshemmnisse soll insbesondere Branchen unterstützen, die am Markt Probleme haben.
Subventionen stellen infolgedessen eine staatliche Förderungszahlung dar.
Der vom Verkäufer erlangte Preis übersteigt die Zahlung, die der Kunde tätigt. Die Differenz aus beiden Werten wird als Subvention angesehen.
Die direkte Auswirkung von Exportsubventionen äußert sich durch einen Exportanreiz für die Produzenten. Denn solang der Preis im Inland nicht höher ist, erscheint der Verkauf im Ausland vorteilhafter. Die Exportsubventionen erhöhen folglich den Preis des Gutes im Inland.
Durch die Preisveränderung beider Handelshemmnisse werden das Angebot und die Nachfrage verändert. Parallel ändern sich hierdurch auch die Terms of Trade und dementsprechend auch die Wohlfahrt.

### Wohlfahrtseffekte

#### Wohlfahrt
Wohlfahrt ist die Summe aus Konsumentenrente und Produzentenrente, das heißt der Gewinn oder der Nutzen der Produzenten oder der Konsumenten.

#### Konsumentenrente
Eine sogenannte Konsumentenrente ist der Unterschied zwischen dem Wert, den ein Gut hat, und dem Preis, den man dafür bezahlen muss.
An einem einfachen Exempel lässt sich diese Definition bezeichnend darstellen:
Nimmt man ein Brot, das einen persönlichen Wert von 5 Euro hat, bekommt als Käufer dieses Brot dagegen zum Preis von 3 Euro, so beläuft sich die Konsumentenrente auf den Wert von 2 Euro.

#### Produzentenrente
Mit der Produzentenrente verhält es sich ähnlich.
Sie stellt den Unterschiedsbetrag dar zwischen dem Geld, das der Verkäufer für den Verkauf eines Gutes erhält, und den Kosten, die der Verkäufer für Herstellung und Verkauf dieses Gutes hatte.
Am Beispiel des Brotes lässt sich dies wie folgt darstellen: Der Verkäufer veräußert das Brot für 3 Euro, seine Produktionskosten belaufen sich auf 1 Euro. Somit hat er eine Produzentenrente in Höhe von 2 Euro erzielt.

#### Beispiel Wohlfahrt an Volkswirtschaft „A“ und „B“
Am Modell einer Volkswirtschaft lässt sich zum Thema Wohlfahrt folgendes fiktiv gewähltes Beispiel konstruieren.
| Name der Volkswirtschaft | Produzierendes Gut 1 | produzierendes Gut 2 |
| ------------------------ | -------------------- | -------------------- |
| A                        | Textilien            | Lebensmittel         |
| B                        | Lebensmittel         | Textilien            |

Volkswirtschaft „A“ exportiert ausschließlich Textilien an Volkswirtschaft „B“, wozu Volkswirtschaft „A“ aufgrund ihrer innovativen Produktionsverfahren in der Lage ist.
Dementsprechend erhöht sich die Produktivität der Textilproduktion.
Volkswirtschaft „A“ bevorzugt daher immer stärker die Produktion von Textilien im Vergleich zur Lebensmittelproduktion.
Bei der Volkswirtschaft „A“ liegt damit ein Wachstum vor.
Als weitere Folge importiert „A“ Lebensmittel von der Volkswirtschaft „B“.
Die Auswirkungen des Wachstums auf die Volkswirtschaft „A“ belaufen sich auf vier Effekte:
- Die Transformationskurve verschiebt sich in Richtung der Textilien.
- Die relativen Preise sinken, da immer mehr Textilien im Vergleich zur Nachfrage zur Verfügung stehen.
- Die Terms of Trade, sprich das Verhältnis zwischen den Preisen von Ex- und Importen, sinken durch Senkung der relativen Preise.
- Die Wohlfahrt sinkt durch die Verschlechterung der Terms of Trade.

Bei Volkswirtschaft „B“ erfolgt diese Abfolge analog, nur ergeben sich andere Effekte.
Volkswirtschaft „B“ exportiert Lebensmittel und importiert Textilien.
Somit profitiert sie von der Spezialisierung der Volkswirtschaft „A“, indem sie einen günstigen Preis beim Import für die Textilien erzielen kann. Dieser günstigere Preis begründet sich in dem hohen Angebot an Textilien, das Volkswirtschaft „A“ durch seinen spezialisierten Produktionsprozess zur Verfügung stellen kann.
Bei der Volkswirtschaft „B“ liegt daher ein gegensätzliche Wachstum zu Volkswirtschaft „A“ vor.
Die Auswirkungen dieses Wachstums auf die Volkswirtschaft „B“ belaufen sich auf vier Beziehungen:
- Die Transformationskurve verschiebt sich in Richtung der Textilien.
- Die relativen Preise sinken, da immer mehr Textilien im Vergleich zur Nachfrage zur Verfügung stehen
- Die Terms of Trade steigen durch Senkung der relativen Preise.
- Die Wohlfahrt steigt durch die Verbesserung der Terms of Trade.

Ein Handelsgleichgewicht entwickelt sich infolgedessen, sofern sich die Werte der Ex- und Importe (Terms of Trade) egalisieren und im Besonderen die Importe den Exporten und umgekehrt entsprechen. Es vermag ein neues Handelsgleichgewicht zustande zukommen, vorausgesetzt jede Beziehungen kann sich kompensieren. Folglich ist die Nachfrage der Textilen wieder rückläufig, somit sinkt demgemäß das Angebot und folgerichtig ebenso der Preis. Die Werte würden ein neues Gleichgewicht anstreben.

#### Allgemeine Auswirkungen der Wohlfahrt
Allgemein:
| Effekt Exportpreis     | Effekt Wohlfahrt     |
| ---------------------- | -------------------- |
| Steigt der Exportpreis | Steigt die Wohlfahrt |
| Sinkt der Exportpreis  | Sinkt die Wohlfahrt  |
| Sinkt der Importpreis  | Steigt die Wohlfahrt |
| Steigt der Importpreis | Sinkt die Wohlfahrt  |

## Herleitung des Relativpreises im Gleichgewicht bei Außenhandel

### Prämissen

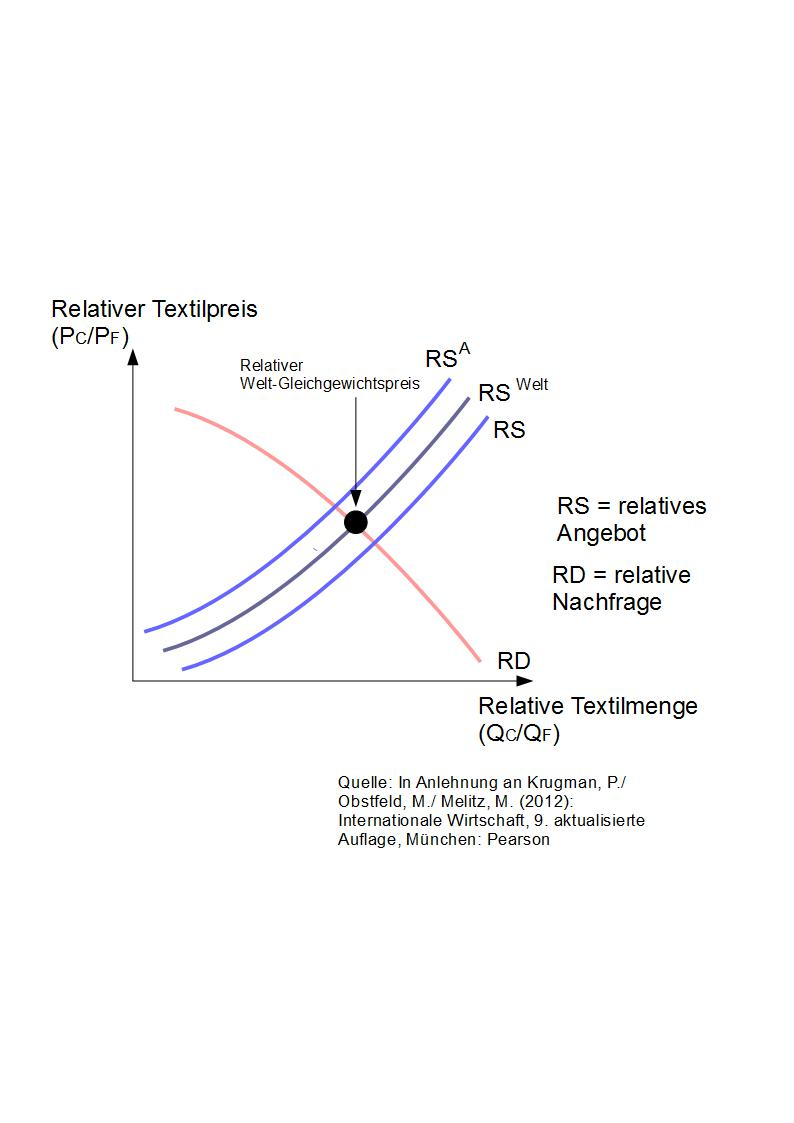
Relative Nachfrage und relatives Angebot

Zur Herleitung des Relativpreises im Gleichgewicht bei Außenhandel gelten mehrere Annahmen bzw. Prämissen.
Es wird davon ausgegangen, dass die bestehende Weltwirtschaft aus zwei Ländern besteht.
Hierbei exportiert das Inland Textilien und das Ausland exportiert Lebensmittel.
Dies ist nur ein Beispiel von Gütern auf die sich eine Volkswirtschaft fokussieren kann und dient der Erläuterung des Sachverhalts.
Des Weiteren gehen wir von Handelsmustern aus, die unterschiedliche Produktionskapazitäten von Inland und Ausland aufweisen.
Diese Handelsmuster werden durch die relativen Angebotskurven in der Abbildung dargestellt.
Zudem haben beide Länder bezüglich ihrer Nachfrage dieselben Präferenzen. Dies führt zu einer identischen relativen Nachfragekurve. Die Nachfrage beider Länder nach dem jeweiligen Gut (hier Textilien und Lebensmittel) geht in die relative Weltnachfrage ein.
Die relative Weltnachfrage ergibt sich mathematisch demnach wie folgt: (DC+ DAC) / (DF+ DAF).
DC steht für die Nachfrage von Textilien im Inland, DAC steht für die Nachfrage an Textilien am Ausland, DF steht für die Nachfrage an Lebensmitteln im Inland und DAF steht für die Nachfrage an Lebensmitteln im Ausland.
Aufgrund der identischen Präferenzen beider Länder überschneidet sich die relative Nachfragekurve mit den Kurven der relativen Nachfrage der einzelnen Länder.
Das Inland produziert bei jedem gegebenen Relativpreis PC/PF Textilien (QC) und Lebensmittel (QF).
Diese Annahme gilt ebenfalls für das Ausland, wobei für das Ausland die Textilien mit QAC und die Lebensmittel als QAF bezeichnet werden.
Es gilt jedoch immer: QC/QF > QAC/QAF
Bildet man die Summen der Ausbringungsmengen für Textilien und für Lebensmittel über beide Länder hinweg und setzt diese ins Verhältnis zueinander, so erhält man das relative Weltangebot
(QC + QAC) / ( QF + QAF).
QC steht für die Menge an produzierter Textilien im Inland, QAC steht für die Menge an produzierter Textilien im Ausland, QF steht für die Menge an Lebensmitteln im Inland und QAF steht für die Menge an Lebensmitteln im Ausland.
Zwischen den relativen Angebotskurven der einzelnen Länder liegt die Kurve des relativen Weltangebots.

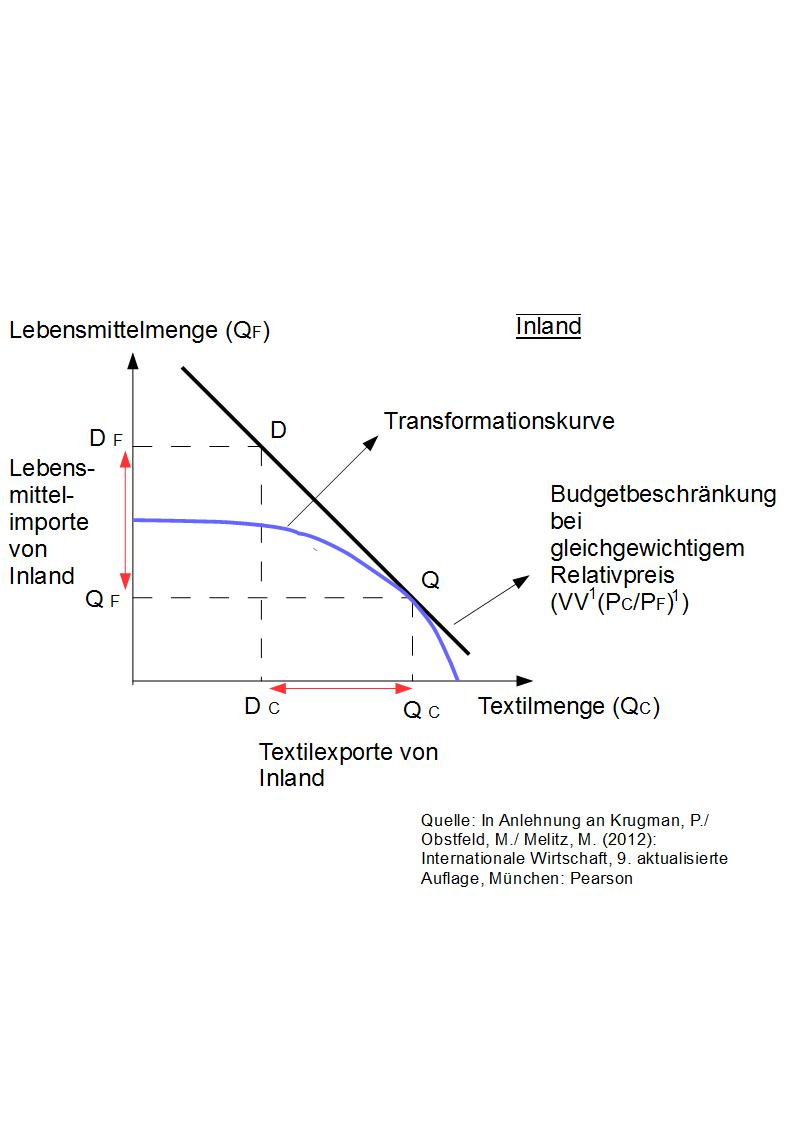
Handelsströme Inland

Im Schnittpunkt der relativen Weltangebotskurve mit der relativen Weltnachfragekurve liegt der relative Welt-Gleichgewichtspreis.
Der relative Welt-Gleichgewichtspreis entscheidet darüber, wie viele Einheiten Textilien das Inland exportiert und im Austausch dafür Lebensmittelimporte des Auslandes generieren kann.
Das Inland möchte zum Gleichgewichtspreis die gleiche Menge Textilien ausführen (QC - DC), die das Ausland zu importieren wünscht (QAC - DAC).
Dies hat zur Folge, dass das Inland die im Verhältnis zur Nachfrage überschüssige Menge exportiert und das Ausland exakt die Menge an Textilien bekommt, die es noch benötigt hat, um die Nachfrage zu erfüllen.
Der Lebensmittelmarkt befindet sich ebenfalls im Gleichgewicht und das Ausland exportiert exakt so viele Lebensmittel, wie es sich das Ausland wünscht (QAF - DAF), und deckt damit genau den Bedarf, den das Inland an Lebensmittelimporten hat (QF - DF).
Bei gleichgewichtigem Relativpreis (PC/PF)1 sind demzufolge die Lebensmittelimporte des Auslandes gleich den Lebensmittelexporten des Inlandes und die Textilexporte des Inlandes gleich den Textilimporten des Auslandes. Die oben beschriebenen Auswirkungen werden in den folgenden drei Grafiken dargestellt.

### Grafische Darstellung
Erläuterung zur Grafik „Relative Nachfrage- und relative Angebotskurven“:
In dieser Grafik ist das relative Angebot und die relative Nachfrage, die im obigen Text beschrieben wurde, dargestellt. RS ist hierbei die relative Angebotskurve des Inlandes, RSA ist die relative Angebotskurve des Auslandes und RSWelt ist die relative Weltangebotskurve. Die Kurve mit der Bezeichnung RD stellt die relativen Nachfragekurven der einzelnen Länder und die relative Weltnachfragekurve dar.
Erläuterung zur Grafik „Handelsströme“ im In- und Ausland:
Die Grafik zeigt die gleichgewichtigen Handelsströme zwischen Ausland und Inland. Q in der Grafik „Handelsströme im Inland“ steht für die tatsächlich produzierte Menge von Textilien und Lebensmittel im Inland, D zeigt die nachgefragte Menge von Textilien und Lebensmitteln im Inland an. QA steht in der Grafik „Handelsströme im Ausland“ für die tatsächlich produzierte Menge von Textilien und Lebensmittel im Ausland, DA zeigt die nachgefragte Menge von Textilien und Lebensmitteln im Ausland an.

### Beispiel
Im Folgenden soll ein fiktives Beispiel anhand von Thailand und Australien vorgenommen werden. Ausgangspunkt sind hierbei die Budgetbeschränkungen beider Länder und die Annahme, dass nur diese beiden Länder miteinander Handel betreiben. Soll ein Gut importiert oder exportiert werden, so geschieht dies automatisch mit dem anderen Land. Bei Gleichgewichtspreisen herrschen hierbei für beide Länder gewisse Produktionsmengen sowie Konsummöglichkeiten.
Zunächst zum Hintergrund: In Thailand kommt es beispielsweise bei einem Wachstum der relativen Preise des einen Gutes (Industrieprodukte) zu einem Wachstum des Konsum des anderen Gutes (Lebensmittel). Dies geschieht im Verhältnis zum Konsum von Industrieprodukten. Weiterhin erfolgt jedoch eine Abnahme der relativen Produktion der Lebensmittel.
Diese Abnahme hat zur Folge, dass Thailand eine geringere Menge an Lebensmitteln herstellt, als es selbst verbraucht. Folglich werden dadurch mehr Lebensmittel im Land als ursprünglich vorhanden benötigt. Somit importiert das Land die entsprechende Differenz an Lebensmitteln und wird zu einem Exporteur von Industriegütern. Importiert werden diese dabei von Australien, da nur mit diesem Land Handel betrieben wird.
Nun ein Blick auf Australien: Der relative Preis von Industriegütern fällt und bringt eine Erhöhung des Verbrauchs von Industriegütern im Verhältnis zu Lebensmitteln mit. Ebenso führt dies zu einer Verringerung der relativen Produktion von Industriegütern. Auch hier entsteht somit die Situation, dass mehr Industriegüter benötigt werden, als es selbst herstellt. Gleichzeitig sind mehr Lebensmittel im Land vorhanden, als selbst verbraucht werden. Diese Situation beider Länder hat zur Folge, dass Australien Industriegüter importiert und Lebensmittel exportiert. Da nur diese beiden Länder miteinander Handel betreiben, exportieren und importieren sie gegenseitig.
Im Zustand des Gleichgewichts sind die Exporte des einen Landes daher genau so groß sind wie die Importe des anderen sind. Australien importiert daher genau die Menge an Industriegütern, die Thailand exportiert. Thailand wiederum importiert den Lebensmittelumfang, den Australien exportiert. Diesen Zustand nennt man Handelsgleichgewicht.

## Reale Austauschverhältnisse (Terms of Trade)

### Definition
Die Terms of Trade geben Auskunft darüber, welches Kontingent an Importgütern ein Land im Handel mit Exportgütern erhalten kann. Angegeben in eigener Währung.

### Die Konzepte der Terms of Trade
Die Terms of Trade werden als reale Austauschverhältnisse von Waren und Dienstleistungen zwischen einzelnen Volkswirtschaften verstanden. Die "Terms of Trade" lassen sich zur Veranschaulichung am besten in 3 Konzepte unterteilen. Die Commodity Terms of Trade, Income Terms of Trade und die Factoral Terms of Trade. Die Voraussetzungen für die Commodity Terms of Trade sind ein reines Gütertauschverhältnis und das Vorhandensein von nur einem Export und Importgut. Sie werden in das Verhältnis von Importmenge zu Exportmenge eines Gutes gesetzt. Es wird angegeben, in welchem Zeitraum sich die Mengeneinheiten von den Export zu den Importgütern mischen.
Eine Alternative zur Wohlfahrtsmessung bieten die Income Terms of Trade. Hierbei wird der Exportmengenindex mit dem Exportgüterpreisindex in das Verhältnis mit dem Importgüterpreisindex gesetzt. Kurz gesagt die Commodity Terms of Trade werden mit dem Exportmengenindex multipliziert. Dieses Verhältnis verdeutlicht, ob ein Land mehr oder weniger Mengeneinheiten eines Importgutes erhält.
Beim Factoral Terms of Trade werden die Einwirkungen von Produktivitätsänderung auf die Wohlfahrt des jeweiligen Landes berücksichtigt. Am Beispiel vom Faktor ‚Arbeit‘ wird der Exportpreisindex mit der Grenzproduktivität des Faktors ‚Arbeit‘ multipliziert und wiederum ins Verhältnis mit Importpreisindex gesetzt. Kurz gesagt werden die Commodity Terms of Trade mit der Grenzproduktivität des Faktors ‚Arbeit‘ multipliziert. Eine Maximierung der Factoral Terms of Trade bedeuten eine Ausweitung des Einkommens aus internationalem Handel.

### Zusammenhang des Tauschgleichgewichtes und der Terms of Trade
In diesem Zusammenhang spielt der Optimalzoll eine entsprechende Rolle. Der Zoll bringt unter normalen Gegebenheiten nicht nur Preis-, sondern auch Mengeneffekte hervor.
Aus diesem Tauschgleichgewicht geht hervor, dass mit der Maximierung der inländischen Terms of Trade unabdingbar eine Minimalisierung der inländischen Ausfuhrmengen einhergeht. Fällt die Zollbelastung der Terms of Trade dementsprechend hoch aus, kann eine so starke Verbesserung eintreten, dass ein länderübergreifender Tausch nicht mehr in Frage kommt. Der Nachteil der damit verbunden ist, ist das Entstehen einer Autarkiesituation von dem jeweiligen In- und Ausland. Dies wiederum bedeutet ein geringeres Wohlfahrtsniveau als bei Außenhandel.

## Tauschgleichgewicht
Da das Handelsgleichgewicht, wie bereits in der Definition beschrieben, ein zwischenstaatliches Tauschgleichgewicht zwischen zwei Ländern darstellt, wird im Folgenden näher darauf eingegangen.
Der Begriff Tausch stellt im Allgemeinen einen freiwilligen Akt dar und deshalb muss eine Einigung der Tauschpartner über den Tauschakt vorhanden sein. So gilt bei rationalen Individuen, dass ein Tausch solang möglich ist, wie sich ein Tauschpartner verbessern kann, ohne dass sich der andere verschlechtert.
Somit besteht ein Tauschgleichgewicht, welches eine spezielle Form des Marktgleichgewichts darstellt und indem keinerlei Produktion stattfindet, wenn es zu keinem weiteren Tauschakt von Gütern kommt, welches in dieser Gleichgewichtsart die einzige ökonomische Aktivität darstellt.
Die Quotienten der Grenzraten der Substitution zwischen den getauschten Gütern sind für alle beteiligten Wirtschaftssubjekte gleich. Der Tauschprozess wird in einer Edgeworth-Box grafisch dargestellt, wobei das „Tauschgleichgewicht diejenigen Teile der Kontraktkurve darstellt, die von der Anfangsausstattung an Gütern aus erreichbar sind.“

### Grenzrate der Substitution
Die Grenzrate der Substitution stellt das Verhältnis zweier Güter zueinander dar, welche als austauschbar vom Haushalt wahrgenommen werden.
Sie gibt Auskunft darüber, inwieweit ein Haushalt bereit ist, auf eine bestimmte Mengeneinheit des einen Gutes zu verzichten und dafür eine bestimmte Mengeneinheit des anderen Gutes zu erhalten.
Der Gradmesser, welcher die Aufgabe des einen Gutes zu dem Erhalt des anderen Gutes darstellt, ist somit die Grenzrate der Substitution.

#### Grafische Darstellung

Grenzrate der Substitution Wikipedia

Die Indifferenzkurve verläuft steigend und gibt die Grenzrate der Substitutin (GRS) eines Haushalts an.
Die GRS von Bekleidung durch Lebensmittel ist die Menge an Bekleidung, die ein Haushalt bereit ist, durch eine Mengeneinheit mehr Lebensmittel ersetzen zu lassen.
Anhand der Grafik lässt sich also schlussfolgern, dass der Haushalt bereit ist eine Einheit mehr Lebensmittel zu erhalten und gleichzeitig auf sechs Einheiten Bekleidung zu verzichten (Punkt A zu B).
Der Haushalt ist in Punkt B zu C nur bereit vier Einheiten an Bekleidung aufzugeben um eine zusätzliche Einheit Lebensmittel zu erhalten. Hier liegen beide Punkte niedriger auf der Indifferenzkurve und der Haushalt hat folglich von beiden Gütern weniger Mengeneinheiten gesamtheitlich zur Verfügung stehen.

### Edgeworth-Box

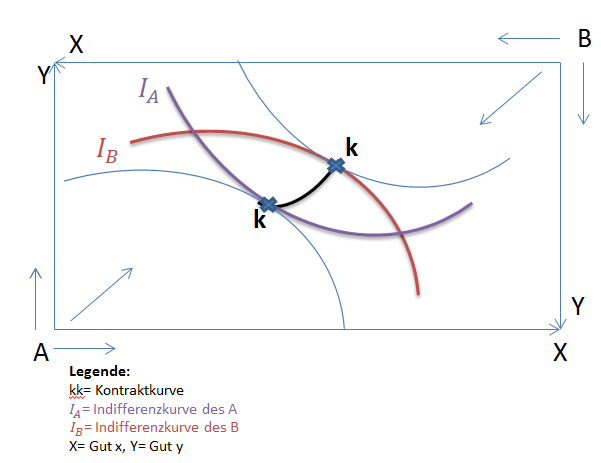
Edgeworth-Box-Entstehung mit Indifferenzkurvensystem des A/B und der Kontraktkurve

„Die Edgeworth-Box ist ein analytisches Hilfsmittel zur Ermittlung der in der Wohlfahrtsökonomik verwendeten Kontraktkurve, welche durch die Kombination der Indifferenzkurvensysteme zweier Tauschpartner entsteht.“

#### Indifferenzkurven
Die Indifferenzkurven, deren Krümmung von der funktionalen Austauschbarkeit der bestimmten Güter abhängt, sind analytische Instrumente der Haushaltstheorie und stellen in einem zwei-Güter-Modell sämtliche Kombinationen von Warenkörben, die dem Haushalt das gleiche Nutzenniveau ermöglichen und die zwei Güter damit als gleichwertig von dem Haushalt beurteilt werden.
Ein Schnittpunkt zwischen Indifferenzkurvensystemen würde bedeuten, dass sie nicht widerspruchsfrei sind, da dies unterschiedliche Nutzenniveaus auf der gleichen Indifferenzkurve impliziert.

#### Grafische Darstellung
Die grafische Erstellung einer Edgeworth-Box erfolgt, indem man das Indifferenzsystem des B um 180° dreht und auf das des A setzt, sprich man bildet ein Rechteck. Die Kantenlängen entsprechen dem verfügbaren Faktor- bzw. Güterbestand und innerhalb dieser Kanten schneiden oder tangieren sich nun die Indifferenzkurven. Die sich tangierenden Punkte bilden, miteinander verbunden, die Kontraktkurve.

### Kontraktkurve
Die Kontraktkurve, auch Verhandlungs-, Konflikt-, Effizienz- oder Paretokurve genannt, ist simpel gesprochen eine Verbindungslinie aller Tauschgleichgewichte und damit eine Aneinanderreihung Pareto-optimaler Punkte, welche besagen, dass ein Gut nicht höher gestellt werden kann, ohne dass es zu Lasten des anderen Gutes geht.

#### Grafische Darstellung
Die Kontraktkurve entsteht innerhalb der Edgeworth-Box dadurch, dass sich die Indifferenzkurven der Tauschpartner tangieren. Sie zeigt alle Pareto-optimalen Situationen in der Edgeworth-Box.
Die Realisierung der Punkte auf der Kontraktkurve hängt von der Besitzverteilung in der Ausgangssituation und Verhandlungsgeschick der Tauschpartner ab. Sollte der Punkt durch Verhandlungen entstanden sein, so müssen sie unter Pareto-optimalen Bedingungen, das heißt Allokationsoptimum, eingehalten werden. In den Tangentialpunkten stimmen die Verhältnisse der Grenznutzen der betrachteten Güter beider Tauschpartner überein und stehen den relativen Güterpreisen gleich.

## Aktuelles
Das Handelsgleichgewicht ist nicht nur ein theoretisches Konstrukt, sondern ein aktuelles Thema. Auch im internationalen Rahmen spielt es eine große Rolle und wird fortlaufend thematisiert. Beispielsweise griff Bundesminister Sigmar Gabriel das Thema 2010 gegenüber dem Handelsblatt wie folgt auf: „Besser wäre es, sich im europäischen Rahmen an Karl Schiller und seinem „magischen Viereck“ zu orientieren: Preisstabilität, verbunden mit wirtschaftlichem Wachstum, hohem Beschäftigungsniveau und Außenhandelsgleichgewicht. Denn es ist offensichtlich, dass zur Überwindung der aktuellen Krise des Euro deutlich mehr getan werden muss als nur Maßhalten bei den Staatsausgaben.“
Zu diesem Zeitpunkt standen einige europäische Länder in finanzpolitischen Schwierigkeiten. Beim Blick auf Deutschland fiel jedoch auf, dass es weitaus mehr Schulden hatte, als die betroffenen Länder mit wirtschaftlichen Problemen. Daher mahnt er: „Die nationalen Parlamente und Regierungen Europas müssen sich zu gemeinsamen Zielen bekennen: Der schrittweisen Annäherung der Lebensverhältnisse, mit möglichst hohem Beschäftigungsniveau, stetigem Wirtschaftswachstum, Preisstabilität, außenwirtschaftlichem Gleichgewicht und ökologischer Nachhaltigkeit. Nur dann hat eine gemeinsame Währung Sinn.“

### Einführende allgemeine Lehrbücher
- Clemens Büter: Außenhandel: Grundlagen globaler und innergemeinschaftlicher Handelsbeziehungen. 2. Auflage. Springer-Verlag, Berlin/Heidelberg 2010.
- Horst Siebert: Außenwirtschaft. 7. Auflage. Lucius & Lucius, Stuttgart 2000.
- Paul R. Krugman, Maurice Obstfeld: Internationale Wirtschaft: Theorie und Politik der Außenwirtschaft. 9., aktualisierte Auflage. ISBN 978-3868941340. Pearson, München 2009.
- Klaus Rose, Karlhans Sauernheimer: Theorie der Außenwirtschaft. 14. Auflage. Verlag Vahlen, München 2006.
- Gustav Dieckheuer: Internationale Wirtschaftsbeziehungen. 5. Aufl. Oldenbourg, München 2001.
- Gerhard Rübel: Grundlagen der realen Außenwirtschaft. Oldenbourg, München 2004; 2. Auflage 2008.
- Borchert, Manfred: Außenwirtschaftslehre. Theorie und Politik. Springer-Verlag, 2013.

### Spezielle Fachliteratur
- Koska, Onur A. und Frank Stähler: Trade and imperfect competition in general equilibrium. In: Journal of International Economics 94.1 (2014), S. 157–168.
- Green, Jerry R. und José Alexandre Scheinkman (Hrsg.): General equilibrium, growth, and trade. Essays in honor of Lionel McKenzie. Academic Press, 2014.
- Meade, James E.: A Geometry of International Trade (Routledge Revivals). Routledge, 2013.
- Arnold, Lutz G.: Existence of equilibrium in the Helpman–Krugman model of international trade with imperfect competition. In: Economic Theory 52.1 (2013), S. 237–270.
- Neary, J. Peter und Joe Tharakan: International trade with endogenous mode of competition in general equilibrium. In: Journal of International Economics 86.1 (2012), S. 118–132.
- Martimort, David und Thierry Verdier: Optimal domestic regulation under asymmetric information and international trade. A simple general equilibrium approach. In: The RAND Journal of Economics 43.4 (2012), S. 650–677.
- Chipman, John S.: General Equilibrium and Welfare in International Trade. In: OEconomia 2012.01 (2012), S. 15–33.
- Franke, Jan: Ein Zwei-Länder/Zwei-Güter-Modell ohne Produktion. In: Neue Makroökonomik und Außenhandel. Springer, Berlin Heidelberg, 1989, S. 92–113.
- De Melo, Jaime und Sherman Robinson: Product differentiation and the treatment of foreign trade in computable general equilibrium models of small economies. In: Journal of international economics 27.1 (1989), S. 47–67.
- De Melo, Jaime: Computable general equilibrium models for trade policy analysis in developing countries. A survey. In: Journal of Policy Modeling 10.4 (1989), S. 469–503.
- Shoven, John B. und John Whalley: Applied general-equilibrium models of taxation and international trade. An introduction and survey. In: Journal of Economic Literature (1984), S. 1007–1051.
- Bergstrand, Jeffrey H.: The gravity equation in international trade. Some microeconomic foundations and empirical evidence. In: The review of economics and statistics (1985), S. 474–481.
- Findlay, Ronald und Henryk Kierzkowski: International trade and human capital. A simple general equilibrium model. In: The Journal of Political Economy (1983), S. 957–978.
- Dixit, Avinash und Victor Norman: Theory of international trade. A dual, general equilibrium approach. Cambridge University Press, 1980.